# Lærke Buhl-Hansen
Lærke Buhl-Hansen (født 30. marts 1992) er en dansk windsurfer, der er udtaget til at deltage i OL 2016 i Brasilien i RS:X-klassen.
Den danske OL-plads i RS:X-klassen blev sikret med en placering som nummer 36 ved VM i Oman i oktober 2015, hvor der var OL-pladser til de seks bedste nationer blandt de endnu ikke OL-kvalificerede lande. Lærke Buhl-Hansen sikrede den danske kvoteplads som femtebedst i nationsregnskabet. Historien om Lærke Buhl-Hansens deltagelse i VM er bemærkelsesværdig i det hun ikke fik offentlig støtte, men måtte samle sammen blandt 28 private personer. OL udtagelsen kom på plads 17. maj 2016, hvor også den mandlige deltager i RS:X-klassen Sebastian Fleischer blev udtaget.
Lærke blev nr 7 i OL Tokyo 2020 (2021) i RS : X-klassen. Det bedste danske windsurf resultat til OL til dato.[kilde mangler]

## Eksterne kilder og henvisninger
1. ↑  "Nyheder". Arkiveret fra originalen 14. september 2016. Hentet 6. juni 2016.
2. ↑  "Arkiveret kopi". Arkiveret fra originalen 20. februar 2021. Hentet 6. juni 2016.